# Liste de bateaux imaginaires
De nombreux navires figurent dans les légendes, romans d'aventure, films ou autres œuvres de fiction.

## Religion / mythologies / légendes

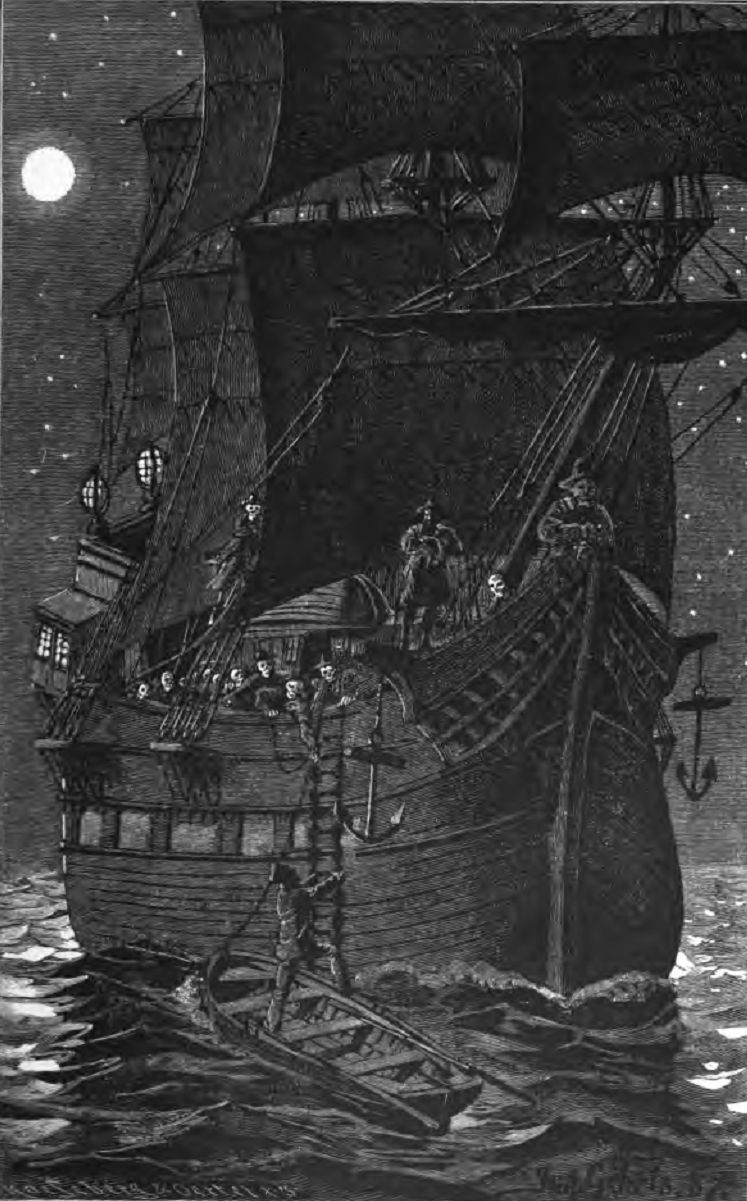
Le Hollandais Volant (représentation de 1887)

- l'Arche de Noé, dans la Bible
- l'Argo, dans la mythologie grecque : navire de Jason
- Naglfar, dans la mythologie nordique
- le Hollandais volant : navire fantôme légendaire
- le Caleuche : folklore chilien
- le Princess Augusta : navire ayant existé devenu un navire fantôme légendaire
- le Yarmouth : navire canadien ayant existé devenu un navire fantôme légendaire

## Littérature

### Jules Verne

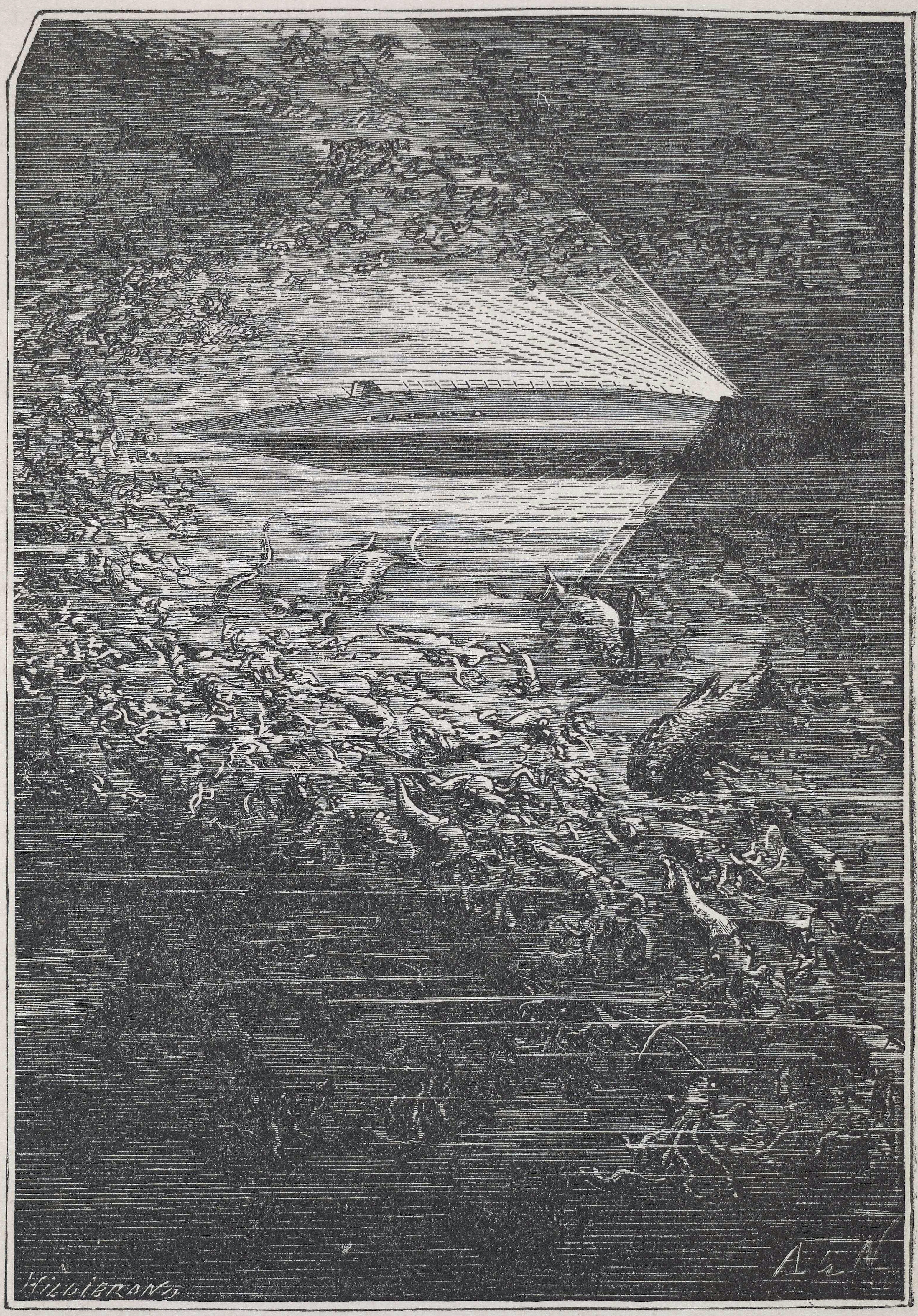
Le Nautilus

- le Nautilus (sous-marin) et l'Abraham Lincoln (frégate), dans Vingt mille lieues sous les mers de Jules Verne
- le Forward (brick), dans Les Aventures du capitaine Hatteras de Jules Verne
- le Duncan (brick) et le Britannia, dans Les Enfants du capitaine Grant de Jules Verne
- le Franklin (trois-mâts-goélette), le Sonora (goélette), le Washington et le Boundary, dans Mistress Branican de Jules Verne
- le Shannon (steam-boat), dans Nord contre Sud de Jules Verne
- le Columbia, le Glengarry (steamers), le Linnet, le Pioneer (bateaux à vapeur) et la Clorinda (yawl) dans Le Rayon vert de Jules Verne
- le Chancellor (trois-mâts) et le Ville-de-Saint-Nazaire (steamer), dans Le Chancellor de Jules Verne
- le Perma le Peï-tang (steamers), la Sam-Yep (jonque), dans Les Tribulations d'un Chinois en Chine de Jules Verne
- la Karysta, la Syphanta (corvette) dans L'Archipel en feu de Jules Verne
- le Jeannette et le Two Friends (trois-mâts), dans Robur le Conquérant de Jules Verne
- le Great-Eastern, le Tripoli, le Propontis, l' Australasian, l' Europe (paquebots), le Lord Clyde (navire de guerre), l’Illinois (trois-mâts), le Péreire, le City of Limerick, l’Atlanta, le City of Paris, le Saxonia, le Philadelphia, le Saint-John, le Dean-Richmond (steamers), le Détroit, le Coringuy, dans Une ville flottante de Jules Verne
- le Halbrane (goélette), le Grampus, la Jane, le Pingouin, le Berwick, le Paracuta et le Tasman, dans Le Sphinx des glaces de Jules Verne
- le Mary Queen, dans Les Cinq Cents Millions de la Bégum de Jules Verne
- le Constanzia (brick), dans Un drame au Mexique, une nouvelle de Jules Verne
- le Speedy (brick), le bateau pirate de L'Île mystérieuse de Jules Verne

### Alexandre Dumas
- Le Pharaon, la Gironde (trois-mâts), le Saint-Ferdinand et la Jeune-Amélie, dans Le Comte de Monte-Cristo d'Alexandre Dumas
- la Calypso et le Leycester, dans Georges d'Alexandre Dumas
- la Roxelane (brick) et le Zéphir, dans Le Capitaine Pamphile d'Alexandre Dumas

### Autres auteurs de science fiction et fantastique
- l'Arkham (brick),  dans At the Mountains of Madness de H. P. Lovecraft
- la Francisca (paquebot), le Bolivia et la Esmeralda (bateau à vapeur), dans Le Monde perdu de Arthur Conan Doyle
- le Vingilot, dans l'œuvre de Tolkien
- l'Ariel (canot), le Grampus (brick) et la Jane Guy (goélette), dans Les Aventures d'Arthur Gordon Pym d'Edgar Allan Poe
- le Passeur d'Aurore, dans Le Monde de Narnia de Clive Staples Lewis
- le Jolly Roger (brick), le bateau pirate du Capitaine Crochet dans Peter Pan de James M. Barrie

### Autre auteurs de roman d'aventure en mer

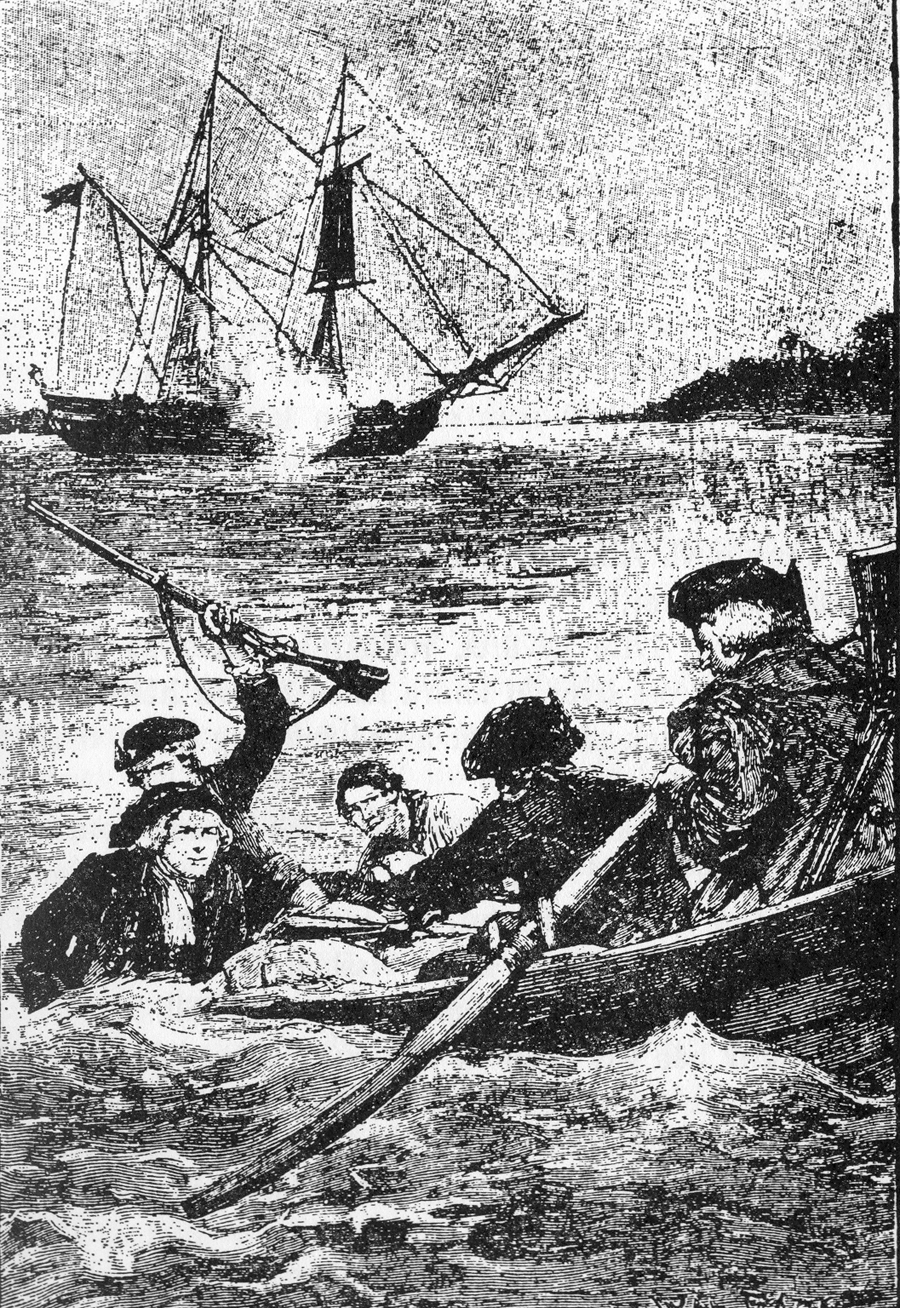
L'Hispaniola sur une illustration du roman l'Ile au trésor

- le Porta Coeli (brick) et l'Amélie (brick),  dans les séries Horatio Hornblower de C. S. Forester
- l'Hispaniola et le Walrus, dans L'Île au trésor de Robert Louis Stevenson
- le Covenant (brick),  dans Enlevé !, un roman de Robert Louis Stevenson
- le Péquod, dans Moby Dick d'Herman Melville
- le MS Wolverine (brick), dans Under the Jolly Roger de L.A. Meyer
- la Catherine, la Hyène et le Cambrian (frégates), dans Atar-Gull d'Eugène Sue
- l' Épervier (brick) et le San-Pablo (trois-mâts), dans Kernock le pirate d'Eugène Sue
- le Sea Hawk (brick), dans The Pirate of the Mediterranean de William Henry Giles Kingston
- l'HMS Sophie (brick), dans L'Histoire sans fin de Patrick O'Brian

### Autres auteurs
- les Destiny et le SSNX (sous-marins), dans l'œuvre de Michael DiMercurio
- l'Amiral-Bragueton (bateau de croisière), le Papaoutah et l'Infanta Combitta, dans Voyage au bout de la nuit de Céline
- la Ville-de-Montereau, dans L’Éducation sentimentale de Gustave Flaubert, repris par Georges Perec dans Les Choses où il change alors l'article pour Le Ville-de-Montereau
- l'Othenor et le Rubicant, dans le cycle de Ji de Pierre Grimbert
- le Biskra (paquebot), l'Oyapok, le Mélinon, le Turina et le Duala / Martinière, dans Au bagne d'Albert Londres
- le Lord-Maire, dans La Porteuse de pain de Xavier de Montépin
- l'Ombre, dans Terremer d'Ursula K. Le Guin
- le Roi des Belges, dans Au cœur des ténèbres de Joseph Conrad
- le Bonito (brick), dans Freya of the Seven Isles de Joseph Conrad
- le Lightning (brick), dans The Rescue de Joseph Conrad
- l'Hellebore (brick),  dans Nathaniel Drinkwater de Richard Woodman
- l'Isle of Skye (brick),  dans The Wreckers (High Seas Trilogy) de Iain Lawrence
- le Molly Swash (brick),  dans James Fenimore Cooper de Jack Tier
- le Poison Orchid (brick),  dans Red Seas Under Red Skies de Scott Lynch
- le Rattlesnake (brick de 18 canons),  commandé par Terence O'Brien dans Peter Simple de Frederick Marryat
- le Triton (brick), dans Ramage and the Freebooters et Governor Ramage R.N. de Dudley Pope

## Bande dessinée
- le Tasnim (tome 2), le Fast Bell et le Belfast (L'Échange, tome 6), dans Le Décalogue de Frank Giroud
- l'Aramis, dans Les Mondes d'Aldébaran de Léo

### Mangas
- l'Arcadia, l'Atlantis et le Death Shadow dans Albator de Leiji Matsumoto
- le DDG-182 Mirai (navire militaire), dans Zipang de Kaiji Kawaguchi
- le Vogue Merry (caravelle), le Thousand Sunny, le Baratie, le Moby Dick et l'Oro Jackson, dans One Piece
- le Silverna, dans Last Exile
- l'Océan Cradle dans Le Berceau des esprits

### Les Aventures de Tintind'Hergé
- l'Epomeo (paquebot) et le Sereno (yacht), dans Les Cigares du pharaon
- l'Harika Maru, le Ranchi (paquebot), le Black star, le Cervin et le Saturne, dans Le Lotus bleu
- le Ville-de-Lyon et le Washington (paquebots), dans L'Oreille cassée
- le Karaboudjan / Djebel Amilah, le Bénarès, le Jupiter (cargos) et le Tanganyika (bateau à vapeur), dans Le Crabe aux pinces d'or
- l'Aurore, le Peary et le SS Kentucky Star, dans L'Étoile mystérieuse
- la Licorne et le Sirius (chalutier), dans Le Trésor de Rackham le Rouge
- le Pachacamac (cargo), le Black Cat et le Valmy (cargo), dans Les Sept Boules de cristal
- le Speedol Star (pétrolier), dans Tintin au pays de l'or noir
- le Ramona (cargo), le Los Angeles (croiseur) et le Shéhérazade (yacht), dans Coke en stock

## Cinéma

### Pirates des Caraïbes

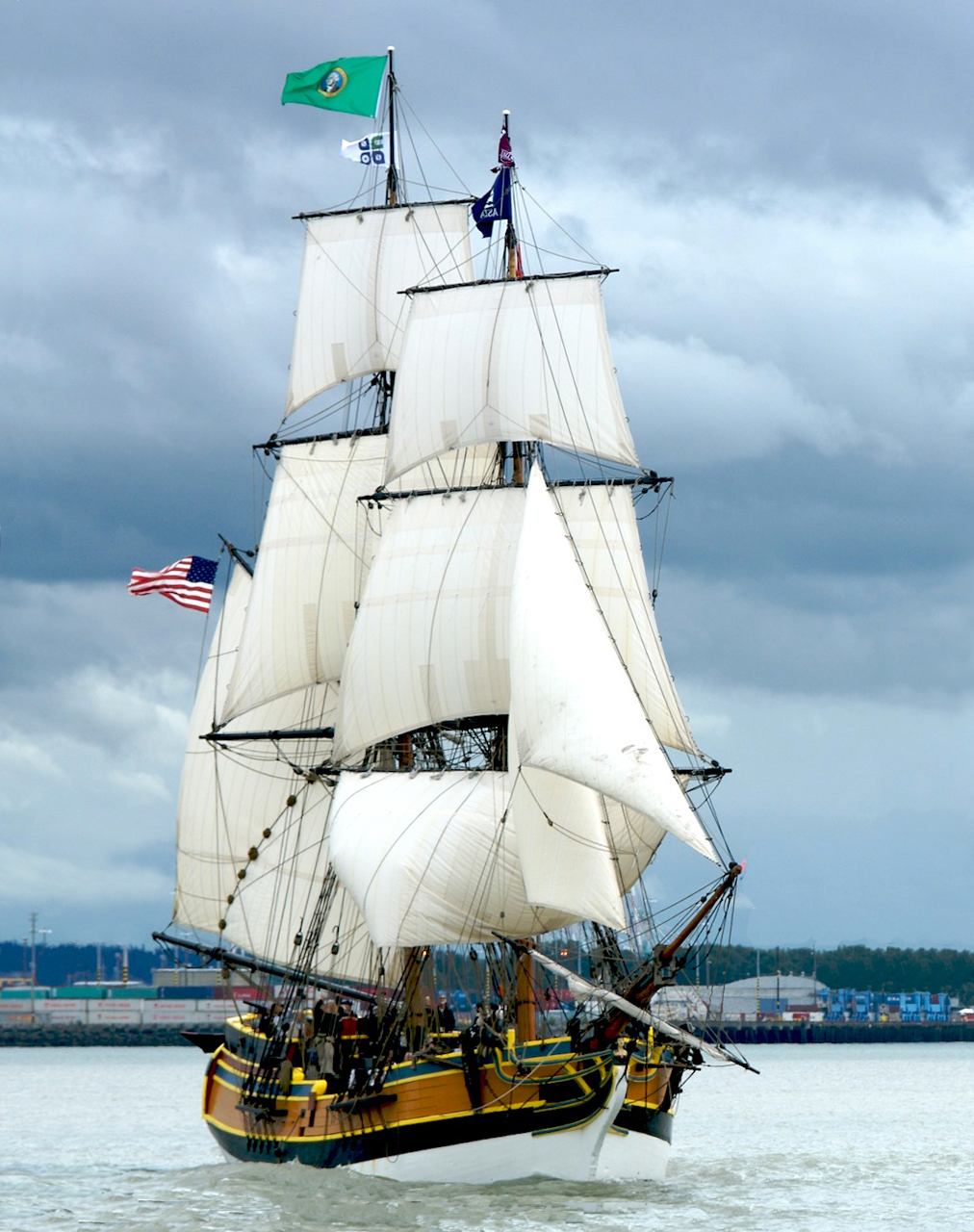
Le Lady Washington représente lInterceptor dans Pirates des Caraïbes.

- le Black Pearl (anciennement Wicked Wench, un indiaman)
- le HMS Providence : Pirates des Caraïbes : La Fontaine de jouvence, il s'agit en fait du HMS Surprise
- le Queen Anne's Revenge : La Fontaine de jouvence et La Vengeance de Salazar
- le Silent Mary : La Vengeance de Salazar.
- l'Interceptor, il s'agit en fait du brick Lady Washington
- l'Intrepid (vaisseau de ligne de 2e rang) : La malédiction du Black Pearl
- Edinburgh Trader : Le Secret du coffre maudit
- Empress (jonque chinoise) : Jusqu'au bout du monde
- HMS Endeavour (vaisseau de ligne de 3e rang) : Jusqu'au bout du monde
- le Hollandais volant : Le Secret du coffre maudit
- HMS Dauntless : La Malédiction du Black Pearl

### Autres films

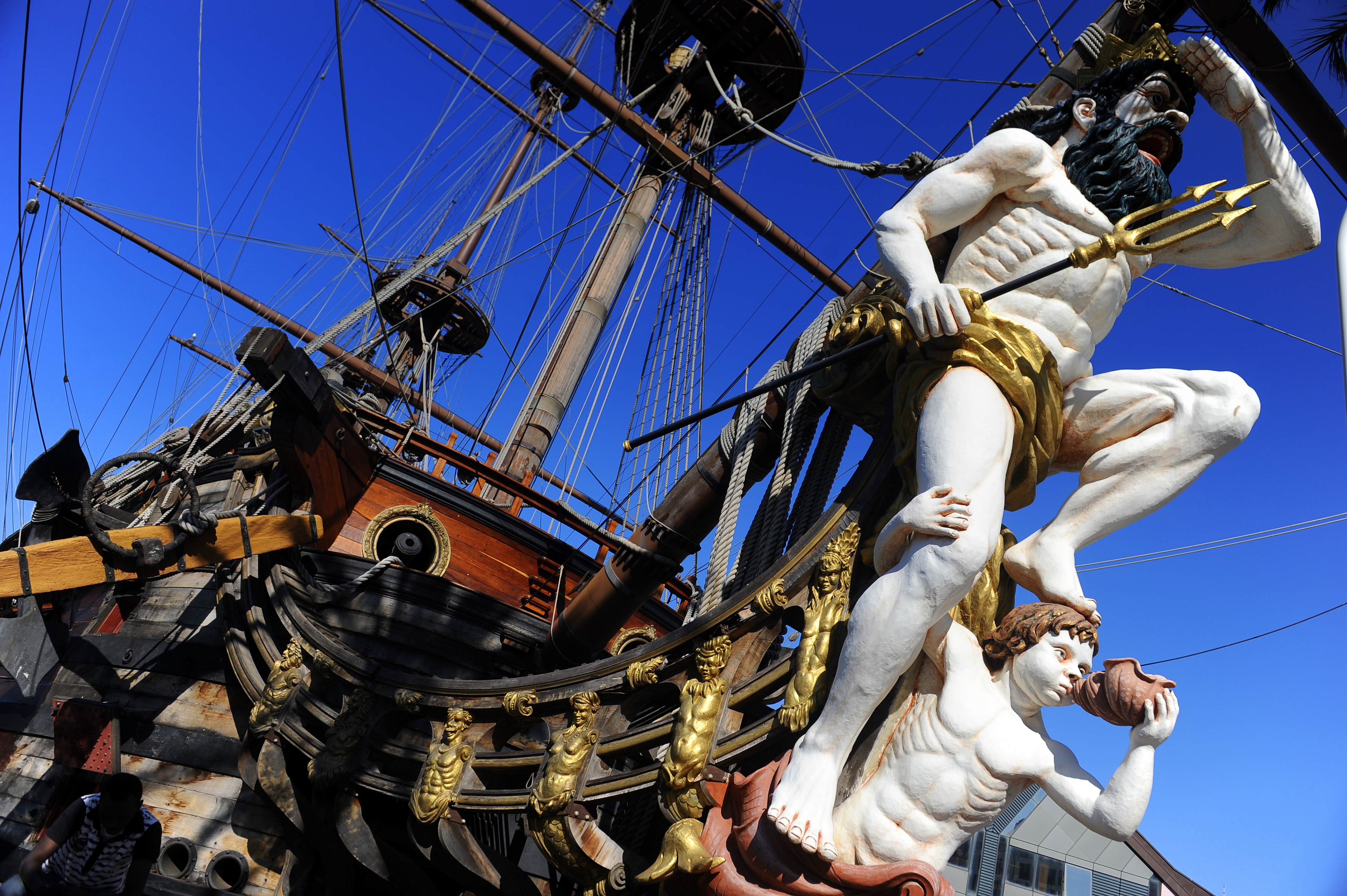
Le Neptune (réplique pour le film Pirate)

- le Poséidon (paquebot), dans les films catastrophes L'Aventure du Poséidon et Poséidon
- l'Achéron et le Surprise, dans Master and Commander : De l'autre côté du monde (Master and Commander: The Far Side of the World)
- l'African Queen et l' Empress Luisa, dans L'Odyssée de l'African Queen
- le Neptune (galion), dans Pirates
- le Roman de gare, dans Roman de gare
- le Disco volanté, dans Opération Tonnerre
- la Toison d'Or, dans Tintin et le mystère de la Toison d'or
- la Charlotte, dans Benjamin Gates et le Trésor des Templiers (National Treasure)
- le Davaï et le Norge, dans Tout en haut du monde
- le Wonder, dans Alice de l'autre côté du miroir
- le Passeur d'Aurore, dans Le Monde de Narnia : L'Odyssée du Passeur d'Aurore
- le Crown Petone, dans Professeur Layton et la Diva éternelle.
- l'USS Keeking, destroyer de la classe Fletcher dans USS Greyhound : La Bataille de l'Atlantique (2020)

## Séries télévisées
- le Kerberos dans 1899.
- le Neptune (sous-marin), dans Voyage au fond des mers
- le Pacific Princess et le Sun Princess, dans La croisière s'amuse
- le Porta Coeli et l'Amélie, dans les séries Horatio Hornblower de C. S. Forester (adapté par la suite à l'écran)
- le Prometheus dans 1899.
- le Tonnerre, dans Caraïbes offshore
- le Slice of Life, dans Dexter
- le SS Tipton dans La Vie de croisière de Zack et Cody
- le Stan O'War et le Stan O'War II dans Souvenirs de Gravity Falls

## Jeux vidéo
- Le Singe des Mers et la P'tite Annick dans les jeux vidéos The Secret of Monkey Island et Return to Monkey Island
- L'Aquila (brick),  dans le jeu vidéo Assassin's Creed III
- Le Jackdaw (brick),  dans le jeu vidéo Assassin's Creed IV: Black Flag
- Le Morrigan (brick),  dans le jeu vidéo Assassin's Creed Rogue
- Le Lion Rouge, dans le jeu vidéo The Legend of Zelda: The Wind Waker
- Le Magpie's Wing, dans le jeu vidéo Sea of Thieves
- Le Burning Blade, dans le jeu vidéo Sea of Thieves

## Musique
- le Blue Bird (brick), dans la chanson d'Evert Taube Balladen om briggen Blue Bird av Hull